# Ononis aragonensis
Ononis aragonensis  es una especie botánica perteneciente a la familia de las fabáceas.

## Descripción
Es un arbusto que alcanza un tamaño de hasta de 160 cm de altura, ± erecto. Tallos  ramificados, con ramas jóvenes tomentoso-blanquecinas, con numerosos pelos no glandulíferos mezclados con otros glandulíferos más cortos, las viejas glabrescentes. Hojas trifolioladas; estípulas parcialmente soldadas al pecíolo, con la parte libre triangular-lanceolada, casi entera; folíolos 2-15(20) x 2-17 mm, obovados o suborbiculares, denticulados, coriáceos, glabros o peloso-glandulosos. Inflorescencias terminales, racemiformes, laxas, multifloras; brácteas sin folíolos, ovado-oblongas, acuminadas, peloso-glandulosas, sobre todo cerca del margen, persistentes hasta la fructificación. Cáliz (4,5)5-8 mm, campanulado. Corola 11-17 mm, 2-3 veces más larga que el cáliz; estandarte glabro, amarillo; alas y quilla amarillentas. Fruto 4,5-6 mm, incluido en el cáliz o ligeramente exerto, ± ovoide, pubérulo-glanduloso, con 1-2 semillas; pico recurvado. Semillas 2-2,5 mm, reniformes, lisas, pardas. Tiene un número de cromosomas de 2n = 30; n = 15.

## Distribución y hábitat
Se encuentra en matorrales montanos, en laderas rocosas y pedregales, orlas de bosque, etc., en substrato calcáreo; a una altitud de 400-2200 metros, en la península ibérica, Francia (Pirineos) y Norte de África (Marruecos y Argelia). 

## Taxonomía
Ononis aragonensis fue descrita por Jordán de Asso y publicado en Syn. Stirp. Arrag. 96, pl. 6, f. 2. 1779.
Etimología
Ononis: nombre genérico que deriva del nombre griego clásico utilizado por Plinio el Viejo para Ononis repens, una de las varias plantas del Viejo Mundo que tiene tallos leñosos, flores axilares de color rosa o púrpura y hojas trifoliadas con foliolos dentados.
aragonensis: epíteto geográfico que alude a su localización en Aragón.